# 男鹿駅
男鹿駅（おがえき）は、秋田県男鹿市船川港船川字新浜町にある、東日本旅客鉄道（JR東日本）男鹿線の駅。男鹿線の終着駅である。

## 歴史
- 1916年（大正5年）12月16日：船川軽便線（のちの国鉄男鹿線）が羽立駅から船川まで延伸して全線開通した際に船川駅（ふなかわえき）として南秋田郡船川港町に開業[2]。
- 1937年（昭和12年）6月10日：船川線（貨物線）・船川駅 - 船川港駅間が延伸開業[2]。
- 1968年（昭和43年）4月1日：線名が「男鹿線」に改称。同時に男鹿駅に改称[2]。
- 1969年（昭和44年）
  - 8月26日：お召し列車が土崎駅発、男鹿駅着で運転。昭和天皇、香淳皇后が乗車[3]。
  - 10月1日：貨物の取り扱いを廃止[2]。
- 1984年（昭和59年）2月1日：荷物扱いを廃止[2]。
- 1986年（昭和61年）7月31日：秋鉄局直営のコーヒーショップ「男鹿アッキー」が開店[新聞 1]。
- 1987年（昭和62年）
  - 4月1日：国鉄分割民営化により、JR東日本の駅となる[2]。
  - 11月18日：みどりの窓口を開設[新聞 2]。
- 2002年（平成14年）1月1日：男鹿駅 - 船川港駅間が廃止され、男鹿線内の貨物列車が全廃。
- 2006年（平成18年）3月16日：みどりの窓口を廃止し、もしもし券売機Kaeruくんを設置[新聞 3][新聞 4]。
- 2012年（平成24年）
  - 3月2日：もしもし券売機Kaeruくんに代わり指定席券売機を設置[報道 1]。
  - 10月1日：プレ・デスティネーションキャンペーンに合わせ、駅舎が古民家風の外装にリニューアルされる[報道 2]。
  - 10月11日：駅前に2体のなまはげ像が新たに設置される[報道 3]。リニューアル記念セレモニーが実施される[報道 3]。
- 2017年（平成19年）1月7日：午前6時35分ごろ、出発前に車掌が体調不良となり、当駅発秋田行き上り普通列車が運休[新聞 5]。乗車予定だった乗客9人はタクシーで輸送[新聞 5]。
- 2018年（平成30年）
  - 5月12日：業務委託化。男鹿駅長が廃止され、土崎駅長管理下となる。
  - 7月1日：駅舎を線路終端部近辺に新築移転[報道 4][報道 5][新聞 6]。羽立駅との営業キロが0.2キロメートル短縮[報道 6]。
- 2019年（令和元年）7月1日：二酸化炭素を実質的に出さず発電された「CO2フリー電気」へ切り替え[報道 7][注 1]。
- 2021年（令和3年）3月13日：早朝夜間無人となり、待合室の開放時間が始発 - 最終までだったものが有人時間帯のみとなる。
- 2023年（令和5年）5月27日：ICカード「Suica」の利用が可能となる[報道 8][報道 9]。
- 2024年（令和6年）10月1日：えきねっとQチケのサービスを開始[1][報道 10]。

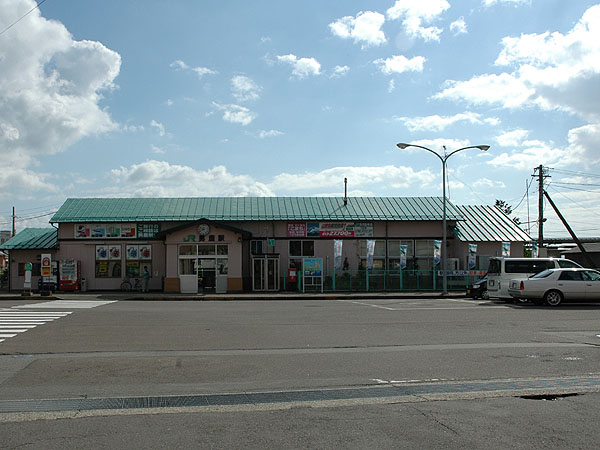
2011年以前の駅舎（2005年10月）
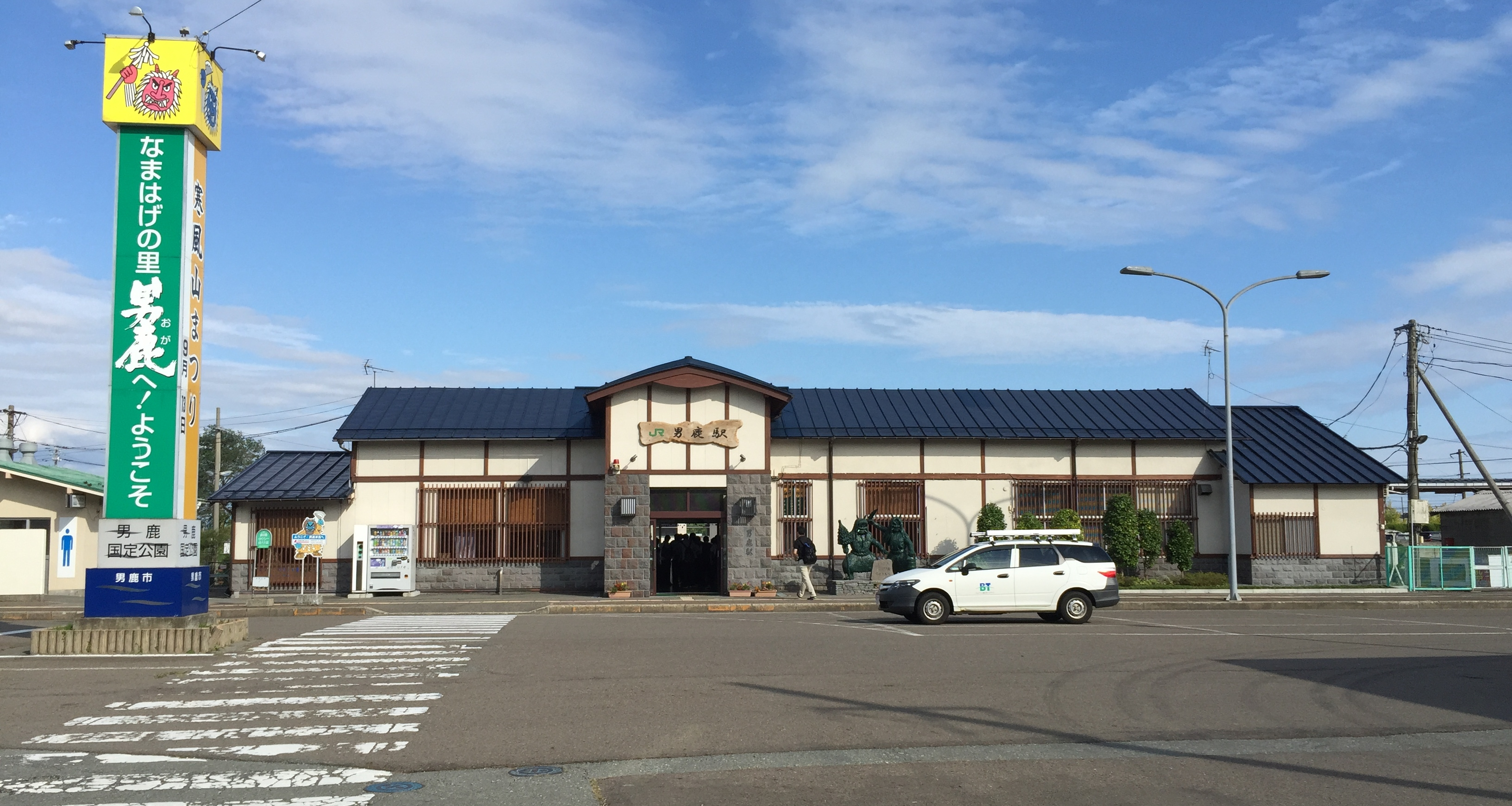
2017年以前の駅舎（2015年8月）

## 駅構造
島式ホーム1面2線を有する地上駅である。
2012年（平成24年）4月20日に、JR東日本は、2013年（平成25年）に開催される秋田デスティネーションキャンペーンと、それに向けて2012年（平成24年）に開催されるプレデスティネーションキャンペーンを見据えて、秋田を訪れる観光客を綺麗な駅舎で迎えることを目指した駅舎の整備を行うことを発表した。当駅の駅舎は同年10月1日にリニューアルされた。男鹿半島は「なまはげ」で知られることから、「なまはげの訪れる古民家」というコンセプトを設定している。入口屋根を従来より高くして迫力をもたせ、一部の壁に男鹿石を配して重厚感を持たせた。また、待合室の腰壁には、地元企業が提供した秋田杉を使用している。
2017年（平成29年）10月31日には男鹿市とJR東日本が、男鹿線の活性化を目的として、当駅を南側に移設し、リニューアルすることを発表した。その後、2018年（平成30年）7月1日に、移設した駅舎の供用が開始された。旧駅舎は、2021年（令和3年）9月より、「稲とアガベ醸造所」として酒蔵に転用された。
1番線にはEV-E801系電車（愛称「ACCUM（アキュム）」）用の地上充電設備があり、ACCUMは当駅に到着後に、収納されたパンタグラフを上げて充電を開始する。充電完了後はパンタグラフを下げて収納した後、折り返し非電化区間を蓄電池電車として走行する。
土崎駅管理の業務委託駅（JR東日本東北総合サービスが受託）。直営駅時代は管理駅でもあり、船越駅・脇本駅・羽立駅を管理していた。駅舎内には指定席券売機、自動券売機、簡易Suica改札機と待合室がある。

### のりば
| 番線 | 路線    | 行先     |
| ---- | ------- | -------- |
| 1・2 | ■男鹿線 | 秋田方面 |

- ACCUMは1番線発着。2021年3月のダイヤ改正にて定期列車はACCUMに統一されたため、2番線は臨時列車のみの運用となる。
- 夜間滞泊が2本設定されている。

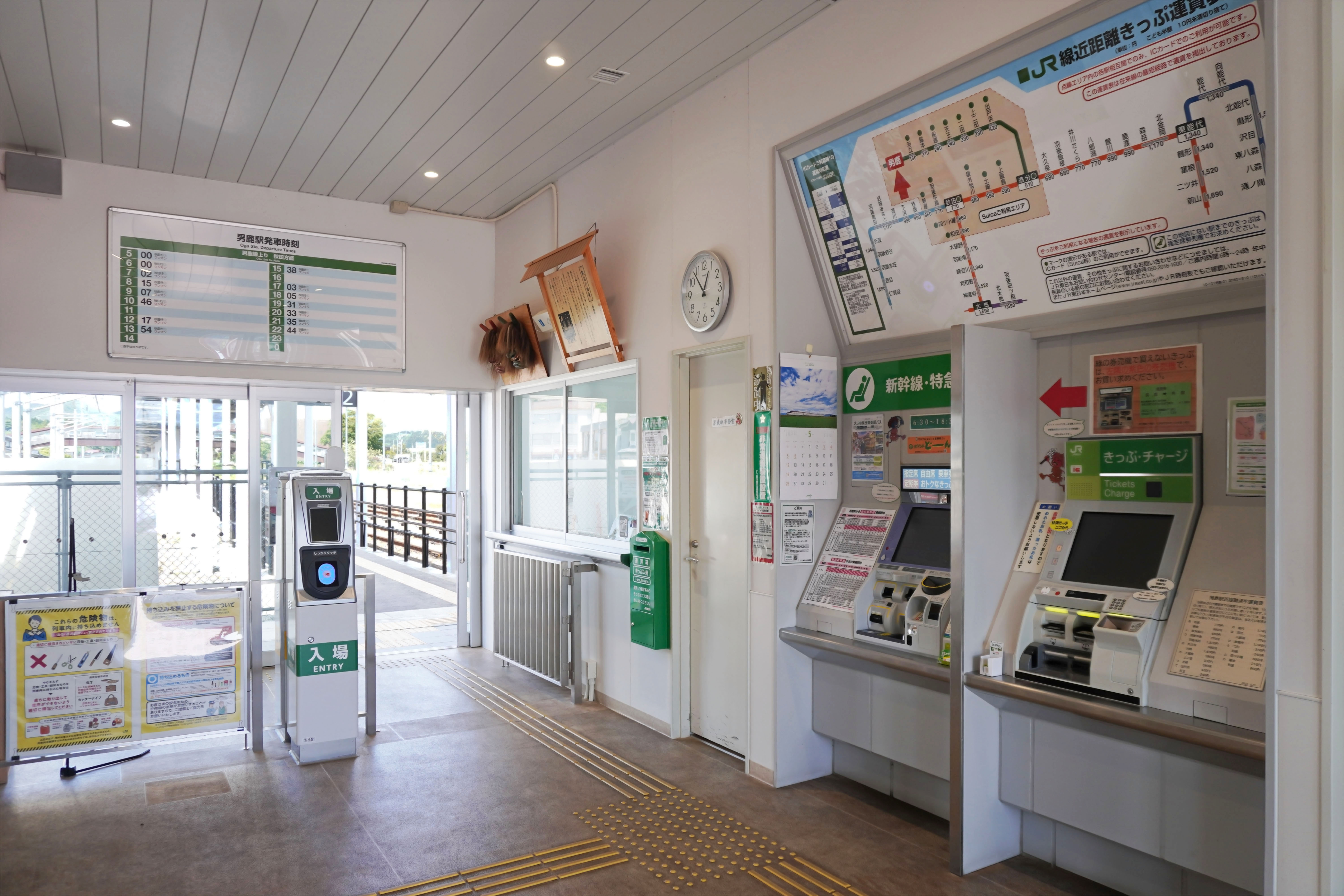
改札口と切符売り場（2024年5月）
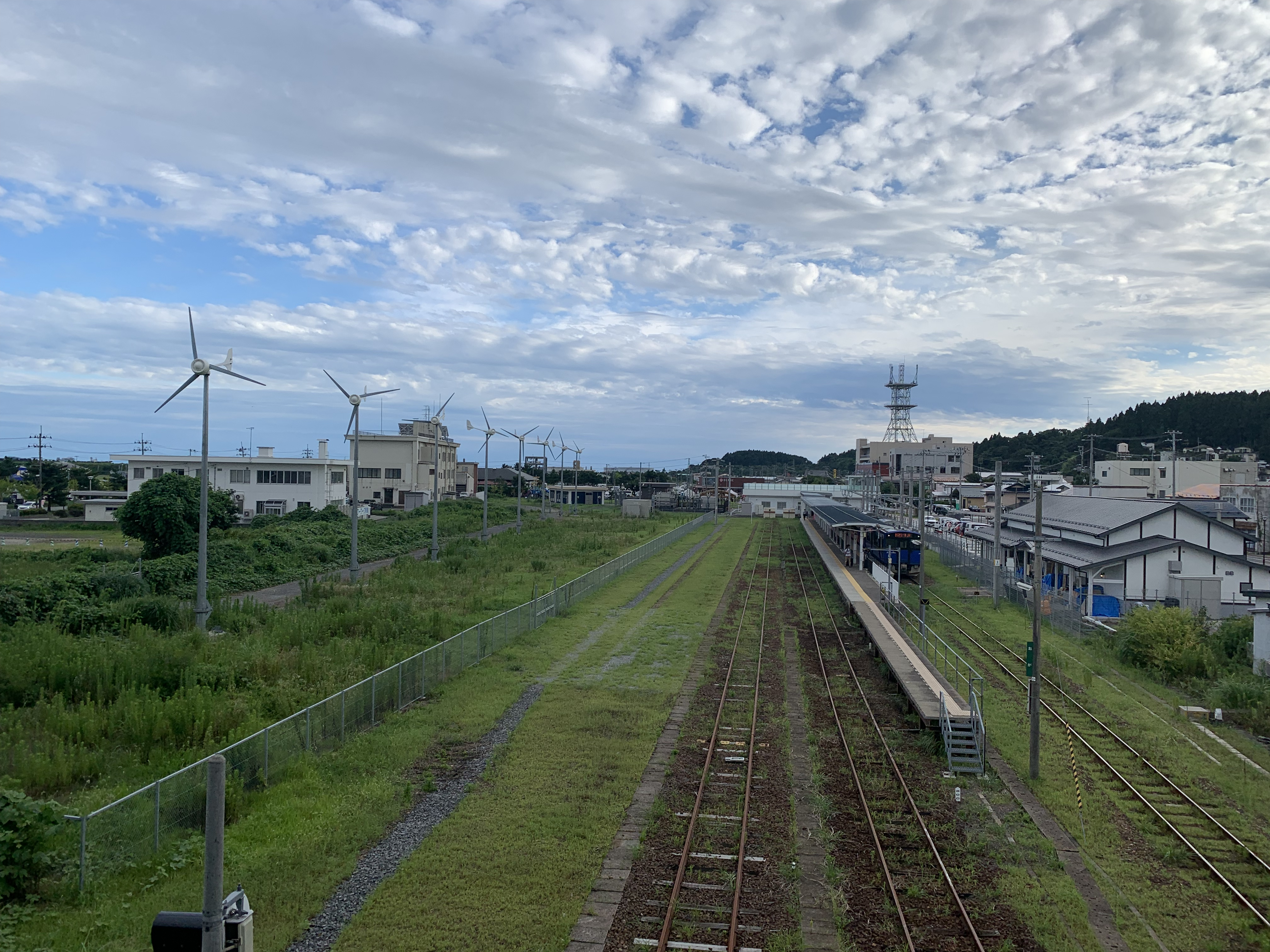
構内（2022年8月）
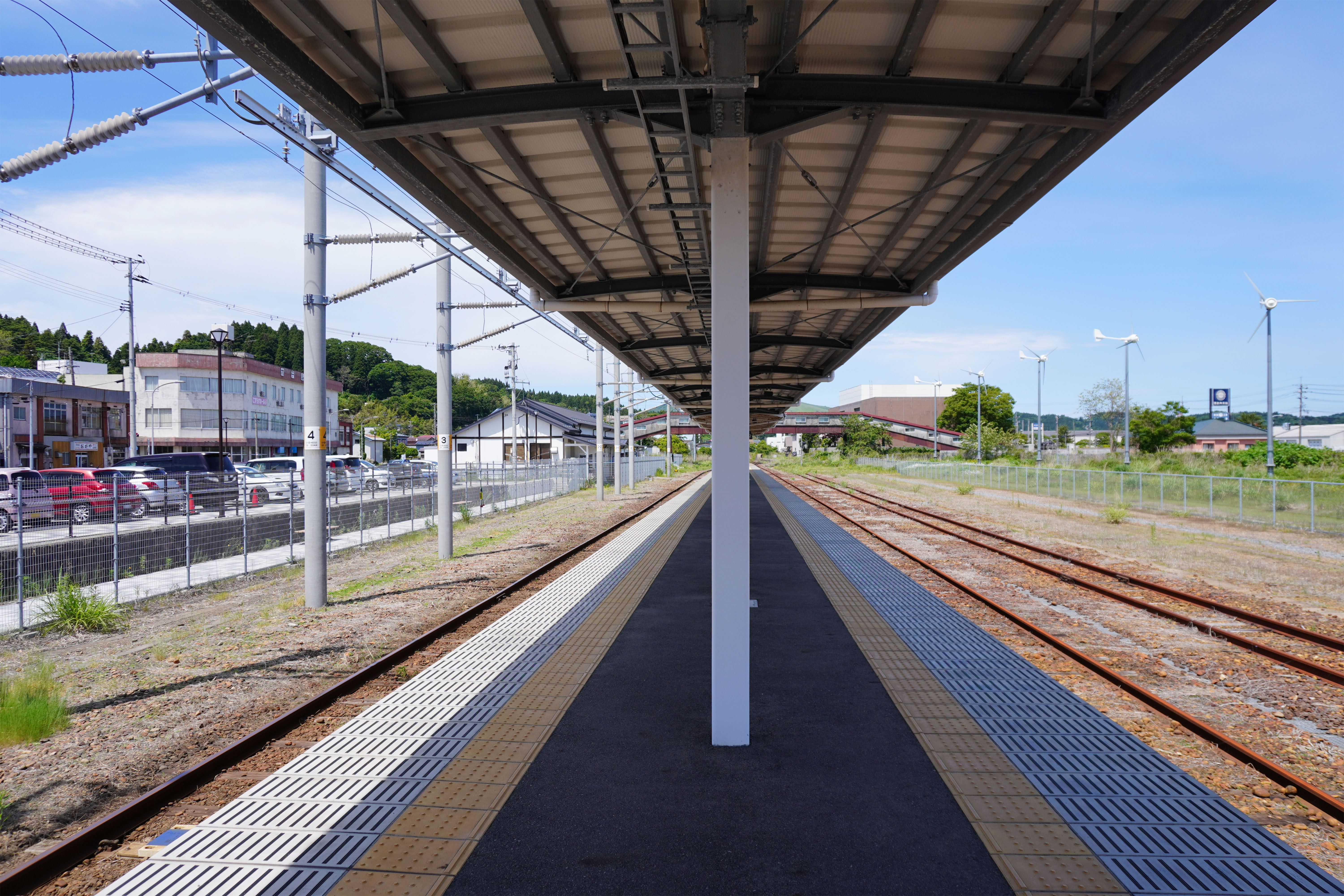
ホーム（2024年5月）
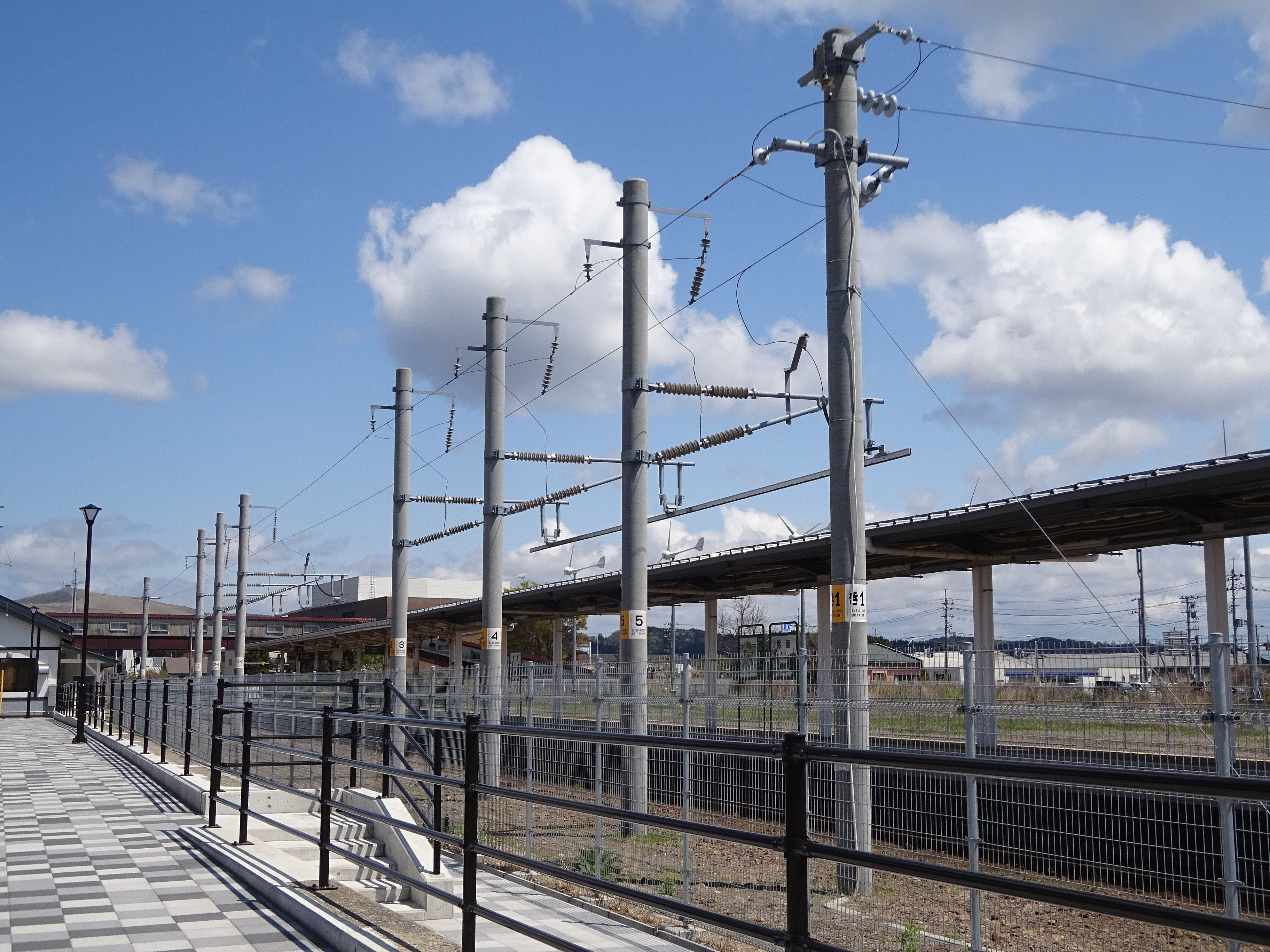
地上充電設備（2022年5月）
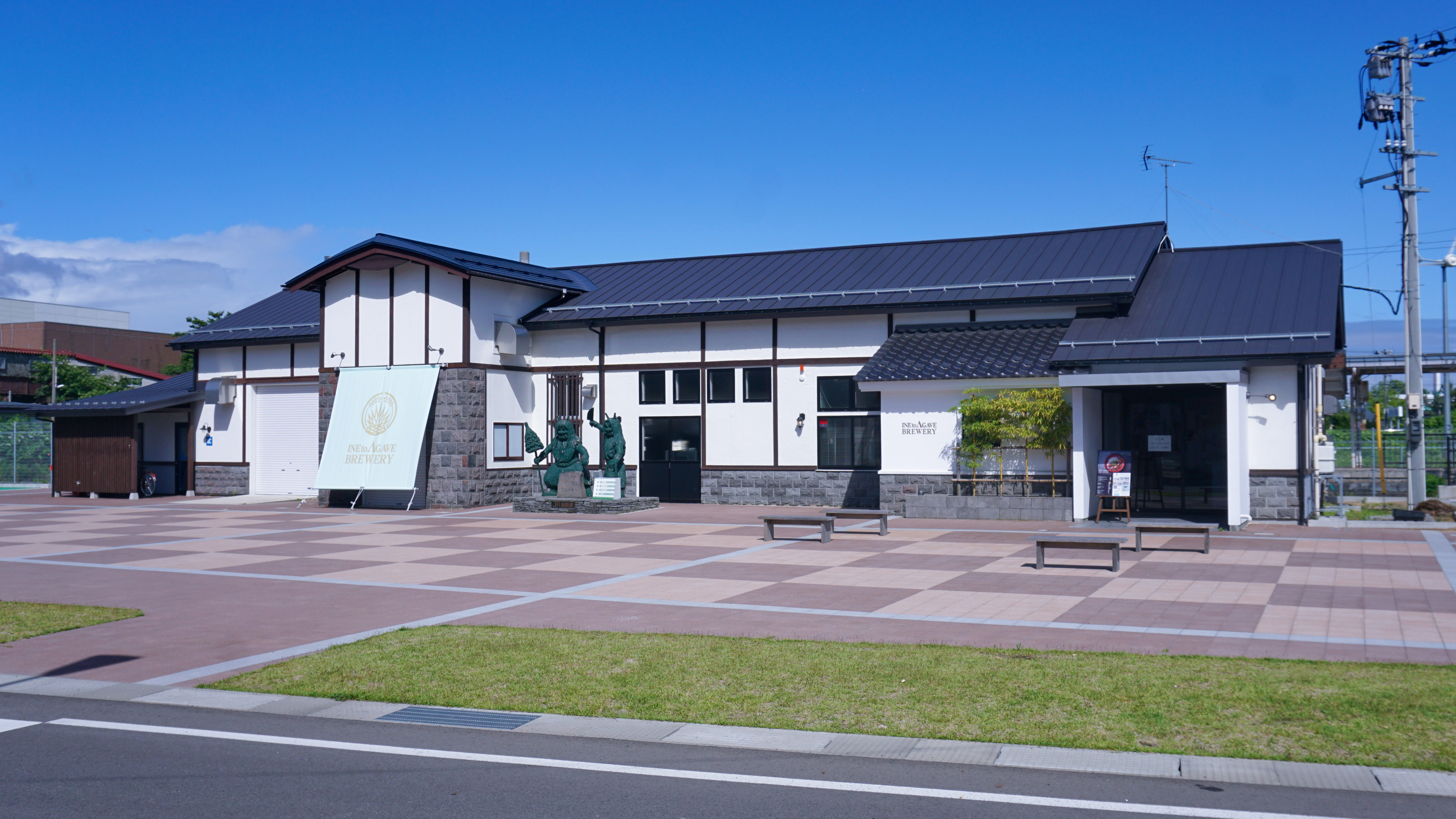
「稲とアガベ醸造所」として転用後の旧駅舎（2023年6月）

## 利用状況
JR東日本によると、2023年度（令和5年度）の1日平均乗車人員は232人である。
2000年度（平成12年度）以降の推移は以下のとおりである。
| 1日平均乗車人員推移 | 1日平均乗車人員推移 | 1日平均乗車人員推移 | 1日平均乗車人員推移 | 1日平均乗車人員推移 |
| 年度                | 定期外              | 定期                | 合計                | 出典                |
| ------------------- | ------------------- | ------------------- | ------------------- | ------------------- |
| 2000年（平成12年）  |                     |                     | 655                 | [ 利用客数 2 ]      |
| 2001年（平成13年）  |                     |                     | 646                 | [ 利用客数 3 ]      |
| 2002年（平成14年）  |                     |                     | 603                 | [ 利用客数 4 ]      |
| 2003年（平成15年）  |                     |                     | 573                 | [ 利用客数 5 ]      |
| 2004年（平成16年）  |                     |                     | 646                 | [ 利用客数 6 ]      |
| 2005年（平成17年）  |                     |                     | 595                 | [ 利用客数 7 ]      |
| 2006年（平成18年）  |                     |                     | 580                 | [ 利用客数 8 ]      |
| 2007年（平成19年）  |                     |                     | 577                 | [ 利用客数 9 ]      |
| 2008年（平成20年）  |                     |                     | 548                 | [ 利用客数 10 ]     |
| 2009年（平成21年）  |                     |                     | 547                 | [ 利用客数 11 ]     |
| 2010年（平成22年）  |                     |                     | 552                 | [ 利用客数 12 ]     |
| 2011年（平成23年）  |                     |                     | 545                 | [ 利用客数 13 ]     |
| 2012年（平成24年）  | 126                 | 385                 | 511                 | [ 利用客数 14 ]     |
| 2013年（平成25年）  | 130                 | 366                 | 497                 | [ 利用客数 15 ]     |
| 2014年（平成26年）  | 114                 | 331                 | 445                 | [ 利用客数 16 ]     |
| 2015年（平成27年）  | 108                 | 345                 | 453                 | [ 利用客数 17 ]     |
| 2016年（平成28年）  | 111                 | 322                 | 433                 | [ 利用客数 18 ]     |
| 2017年（平成29年）  | 113                 | 299                 | 413                 | [ 利用客数 19 ]     |
| 2018年（平成30年）  | 113                 | 273                 | 387                 | [ 利用客数 20 ]     |
| 2019年（令和元年）  | 111                 | 240                 | 352                 | [ 利用客数 21 ]     |
| 2020年（令和02年）  | 62                  | 207                 | 270                 | [ 利用客数 22 ]     |
| 2021年（令和03年）  | 67                  | 161                 | 229                 | [ 利用客数 23 ]     |
| 2022年（令和04年）  | 82                  | 165                 | 247                 | [ 利用客数 24 ]     |
| 2023年（令和05年）  | 88                  | 143                 | 232                 | [ 利用客数 1 ]      |

## 駅周辺
周辺は男鹿市および男鹿市船川地区の中心地。男鹿半島の先端部近くにある男鹿水族館 GAOへは、手前の羽立駅からバスで約60分。
- 秋田県道160号男鹿停車場線
  - 秋田県道59号男鹿半島線
- 男鹿市役所
- 男鹿市民文化会館
- 秋田県立男鹿海洋高等学校
- 男鹿郵便局
- 秋田銀行男鹿支店
- 北都銀行男鹿支店
- 男鹿市商工会館
- 男鹿みなと市民病院
- ドジャース男鹿店
- 男鹿市立男鹿南中学校
- 男鹿市立船川第一小学校
- 男鹿市立図書館
- 男鹿警察署
- 男鹿市立船川保育園
- 男鹿幼稚園
- 船川神明社
- 秋田県船川港湾事務所
- 道の駅おが（男鹿市複合観光施設「オガーレ」）[報道 4][新聞 6]

## バス路線
毎年4月 - 10月の特定の土休日およびお盆の日に、「なまはげシャトルバス」として当駅から男鹿半島の観光地を結ぶ観光周遊バスが運行されている。

## その他
「なまはげ」で有名な男鹿線終点の駅として、2002年（平成14年）に東北の駅百選に選定された。

## 隣の駅
東日本旅客鉄道（JR東日本）
■男鹿線
羽立駅 - 男鹿駅

### 廃止区間
日本貨物鉄道
男鹿線貨物支線
男鹿駅 - 船川港駅

### 記事本文